# 海からの贈物
海からの贈物（うみからのおくりもの）は、1955年に最初に出版されたアン・モロー・リンドバーグの本。
1950年代の初頭にフロリダのキャプティバ島で休暇を過ごしている間、リンドバーグはビーチで貝殻を取り、インスピレーションを得て、20世紀半ばのアメリカ人、特にアメリカ人女性の生活を振り返るエッセイスタイルの作品を執筆した。彼女は滞在中に、若さと年齢、愛と結婚、平和、孤独、そして満足について、思いをめぐらせたことを共有している。

## テーマ
インスピレーション文学（en:Inspirational_fiction）として分類されることもあるこの本は、「質素」「孤独」「心のケア」といった大衆文学の多くのテーマを先取りしている。

## 評価
海からの贈り物は300万部以上を売り上げ、45の言語に翻訳された。 パブリッシャーズ・ウィークリーによると、この本は1955年に全米ノンフィクションベストセラーの第1位を獲得した。 

## 日本語版
日本では、原著が出版された翌年の1956年に、英文学者の吉田健一が翻訳して紹介された。
- リンドバーグ夫人著、吉田健一訳 『海からの贈物』 新潮社 1956年刊
  - リンドバーグ夫人著、吉田健一訳『海からの贈物』新潮文庫 1967年7月刊 1992年1月改版（ISBN 978-4-10-204601-2）
新潮文庫改版のあと、2004年の刷以後に、著者名を リンドバーグ夫人 から アン・モロウ・リンドバーグ に変えた。
- A.M.Lindbergh著、増野正衛共訳註、多田稔共訳註『海からの贈り物』金星堂（英米作家対訳双書 854）1985年刊
- アン・モロウ・リンドバーグ著、落合恵子訳『海からの贈りもの』立風書房（学研）1994年11月刊（ISBN 4-651-93013-1）